# Sipura
Sipura o Sipora (en indonesio, Pulau Sipura /Sipora) es una isla de Indonesia. Está situada cerca de Sumatra y es la más pequeña y más desarrollada de las cuatro Islas Mentawai, con 601 km². La capital de la regencia de las Islas Mentawai, Tua Pejat, se encuentra en Sipora. Se estima que entre el 10 y el 15% de la selva original se conserva en esta isla.
Sipora es un destino popular de surf. Varias playas se encuentran en el extremo sur de la isla. El oleaje es más consistente desde abril hasta octubre, pero Sipora es apta todo el año como destino de surf. Las condiciones del viento puede variar según la hora, aunque sus aguas son a menudo calmadas y cristalinas. Para el alojamiento cerca de Sipura, la mayoría de los surfistas van a bordo de barcos que pueden cargar en Padang y surfear cuando las condiciones cambien. Algunos surfistas optan por quedarse en la misma isla en las estaciones o con familias locales en Tua Pajet.
Las islas de Pagai del norte (Pagai Utara) y Pagai del sur (Pagai Selatan) están situadas al sur, y también tienen puntos de surf a lo largo de sus costas occidentales.